# Диалекты курдского языка
Диале́кты ку́рдского языка́ демонстрируют высокую степень расхождения, что зачастую затрудняет общение между носителями различных диалектов. Это особенно видно в случае курманджи и горани, наиболее далёких друг от друга диалектов. По корневому составу и фонетике диалекты схожи, но имеют значительные различия в морфологии и частично в лексике, что и затрудняет взаимопонимание между носителями различных диалектов. Это связано с морфологической перестройкой, которой подверглись в Средние века большинство иранских языков. Есть несколько разновидностей языка курдов, традиционно именуемых диалектами. По конституции Ирака курдский считается плюрицентрическим языком, в котором имеется несколько крупных наречий.

## Классификация
Диалекты курдского языка демонстрируют высокую степень расхождения, что зачастую затрудняет общение между носителями различных диалектов. Это особенно видно в случае севернокурдского и лакского диалекта, которые считаются наиболее расходящимися диалектами курдского народа. Последний находится с давних времен под значительным влиянием персидского и лурского языков. По корневому составу и фонетики диалекты схожи, но имеют значительные различия в морфологии и частично в лексике, что и затрудняют взаимопонимание между носителями различных диалектов. Это связано с морфологической перестройкой, которой подверглись в Средние века большинство иранских языков. Есть несколько разновидностей языка курдов, традиционно именуемых диалектами. По конституции Ирака считается плюрицентрическим языком, в котором находятся ряд крупных наречий. Таким образом, современная курдская диалектология выделяет несколько диалектов:
- Севернокурдский (курманджи[1]):
  - Северный говор
  - Северо-западный говор
  - Южный говор
  - Юго-западный говор
  - Юго-восточный говор (литературный)
  - Хорасанский говор
- Центральнокурдский (сорани, южный курманджи):
  - Слемани (литературный)
  - Мукрияни
  - Джафи
  - Хавлери
  - Гермияни
  - Ардалани
- Южнокурдский (пехлевани):
  - Калхори
  - Файли
  - Кордали (палаи)
  - Абдуи
  - Биджари
  - Корваи
  - Коляи
  - Билавари
  - Динавари
  - Саханаи
  - Маяни
  - Шейхбизини
  - Бистуни
  - Чихри
  - Харсин
  - Паураванди
  - Кирмашани
  - Санджаби
  - Халесаи
  - Чемчемали
  - Касри-Ширини
  - Сарпули Зухави
  - Харасами
  - Ивани
  - Аркевази
  - Шейхвани
  - Илами
  - Салихабади
  - Рикаи
  - Бадраи
  - Меликшахи
  - Мехаси
  - Михрани
  - Ханекини
  - Мендели
  - Душейхи
  - Капрати
  - Вармизяри
  - Зурбатияи
- Лаки (часто классифицируется в состав южнокурдского):
  - Пиш-е кух
  - Пошт-е кух
- Заза-горани
  - Зазаки (кырманджки, дымылки):
    - Северный зазаки
    - Южный зазаки

  - Горани:
    - Шабаки
    - Баджалани
    - Аврами (аврамани)
    - Сарли
    - Кандули
    - Шехани

Отдельно можно выделить:
- Луро-бахтиарский диалектный континуум:
  - Лурский язык (лури)
  - Бахтиарский язык (бахтиари)
- Южнокурдистанский язык (хулаула);

#### Заза-горани
Зазаки и горани многими исследователями и также в курдской литературе рассматриваются одними из диалектов языка курдов, так как носители исторически считают себя частью курдской общности . По мнению русского востоковеда В. Ф. Минорского зазаки является одним из наречий курдского языка. Той же позиции придерживается другой русский востоковед — И. А. Смирнова, считающая, что диалект зазаки является одним из двух составляющих диалектов курдского языка. Однако это предположение неоднозначно воспринимается некоторыми востоковедами. Зазаки и горани, будучи похожими друг на друга, существенно отличаются от севернокурдского, центральнокурдского и южнокурдского, оставаясь им генетически родственными, но явно с более высоким диалектным расхождением. Курдский язык хоть и классифицируется как северо-западный иранский язык, но имеет у четырёх вышеперечисленных диалектов сильный юго-западный элемент, который меньше в зазаки и горани. Горани отличается от севернокурдского и центральнокурдского грамматически (со вторым в меньшей степени), но имеет много общей с ними лексики.
Сходства зазаки с соседним севернокурдским диалектом:
- Подобные личные местоимения и их использование[6];
- Энклитика «у»[6];
- Очень похожая эргативная структура[7];
- Мужская и женская система изафета[8];
- В обеих идиомах есть именительный падеж и косвенный падеж с окончаниями -î в мужском и -ê в женском роде;
- Оба языка утратили притяжательную энклитику, в то время как она существует в других идиомах, на которых говорят курды (сорани и горани);
- Подобные гласные фонемы;

#### Взаимопонимание
Носители лакского диалекта хорошо понимают носителей южнокурдского. Хоть и различия между ними минимальны, многие лингвисты не классифицируют лаки в состав южнокурдского диалекта, так как он является эргативным и, следовательно, четвёртым курдским диалектом. Носители курманджи и сорани плохо понимают друг друга из-за различий в морфологии, но достаточное взаимопонимание на бытовом уровне между ними до сих пор сохранилось.

#### Сравнение диалектов
| Севернокурдский    | Ew lingê şikand (kaştand)         | Ez hatime mal (malê)       | Ez mirovan (merdan, merovan) dibînim (divînim, duinim) | Min nan xwar                          | Navê min Alex e  |
| Центральнокурдский | Ew pay (qulî) şikiyage (şikiyaye) | Min hatîme bo mallo (mall) | Min piyawekan debînim (devînim)                        | Min nanim xward                       | Nawm Alex e      |
| Южнокурдский       | Ewe pae (qul, lingê) eşkon        | Mi(n) yatime mal           | Mi(n) miruv (merdim) duinim                            | Mi(n) nan xwardim / Mi(n) no xewardim | Nawim Alex e     |
| Лаки               | Ewe lingê (qul, pae) eşkan        | Mi(n) hatime mal           | Mi(n) merdim mavinim                                   | Mi(n) nanim ward                      | Nomim Alex e     |
| Зазаки             | Uw linge şikit                    | Ez amey kêy (mal)          | Ez merduman vinena                                     | Min nan werd                          | Namê mi Alex u   |
| Горани             | Ew lingê şikanit                  | Min amey pê yahî           | Min merdiman vinû                                      | Min nanim ward                        | Nawi min Alex e  |
| Перевод на русский | Он сломал ногу                    | Я пришёл домой             | Я вижу людей                                           | Я (уже) поел еду                      | Меня зовут Алекс |

| Русский          | Севернокурдский | Центральнокурдский | Южнокурдский | Лаки       | Зазаки  | Горани            |
| ---------------- | --------------- | ------------------ | ------------ | ---------- | ------- | ----------------- |
| Я (местоимение)  | Ez, min         | Min                | Mi(n)        | Mi(n)      | Ez, min | Amin, min         |
| Ты (местоимение) | Tu, te          | To                 | Ti           | Tû         | Ti, To  | To, Etû, Tû       |
| Я делаю          | Ez dikim        | Min ekem           | Mi kem       | Min mekem  | Ez kenu | Amin / Min mekerû |
| Я иду            | Ez diçim        | Min eçim           | Mi çim       | Min meçim  | Ez şonu | Min milû          |
| Много            | Pir, gelek, zaf | Zor                | Frash        | Fira       | Zaf     | Zor / fira        |
| Сказал           | Got             | Wut, got           | Wet          | Wat / vit  | Vat     | Wat / vat         |
| Сейчас           | Nika, niha      | Esta               | Îrênge       | Îske / Îse | Nika    | Îse               |
| Пришёл           | Hat             | Hat                | Hat          | Het        | Ame     | Ame               |
| Голос            | Deng            | Deng, bang         | Hena         | Hena       | Veng    | Deng              |
| Большой          | Gir, mezin      | Gawra              | Kel´n        | Kel´n      | Pîl     | Gore              |
| Ветер            | Ba              | Ba                 | Wa           | Wa/va      | Va      | Va / Wa           |
| Дождь            | Baran           | Baran              | Waran        | Waran      | Varan   | Baran             |
| Плохой           | Xirab           | Xrap               | Gen          | Gen/xiraw  | Xirab   | Xirab             |

## Литературный язык
Современный курдский язык имеет два ведущих литературных стандарта — курманджи и сорани. Первый основан на юго-восточном говоре севернокурдского, второй — на говоре города Сулеймания.